# Oberea phungi
Oberea phungi är en skalbaggsart som beskrevs av Stefan von Breuning 1967. Oberea phungi ingår i släktet Oberea och familjen långhorningar. Inga underarter finns listade i Catalogue of Life.